# Râul Valea lui Moiș
Râul Valea lui Moiș sau Râul Izvalul lui Moiș este un râu din județul Satu Mare, unul din cele două brațe care formează râului Valea Albă. 

## Hărți
- Harta județului Satu Mare